# طريق الأسكا السريع
طريق ألاسكا السريع (بالفرنسية: Route de l'Alaska)‏ المعروف أيضًا باسم طريق ألاسكا السريع أو طريق ألاسكا الكندي السريع أو طريق ALCAN السريع) حيث تم إنشاؤه خلال الحرب العالمية الثانية لربط الولايات المتحدة المتجاورة بألاسكا عبر كندا. يبدأ عند التقاطع مع العديد من الطرق السريعة الكندية في داوسون كريك في كولومبيا البريطانية ، ويمتد إلى دلتا جانكشن في ألاسكا ، عبر وايت هورس، عندما اكتمل في عام 1942 ، كان طوله حوالي 2700 كيلومتر (1700 ميل) ، ولكن في عام 2012 ، كان فقط 2.232 كم (1،387 ميل). ويرجع ذلك إلى استمرار إعادة بناء الطريق السريع ، الذي أدى إلى إعادة توجيه وتقويم العديد من الأقسام. افتتح الطريق السريع في عام 1948. كان الطريق السريع في يوم من الأيام غير ممهد، وهو الآن ممهد على كامل طوله. ويتكون من طريق كولومبيا البريطانية السريع 97 وطريق يوكون السريع 1 وطريق ألاسكا 2.
حيث تم تطوير نظام غير رسمي للمعالم التاريخية على مر السنين للإشارة إلى نقاط التوقف الرئيسية. دلتا جانكشن ، في نهاية الطريق السريع ، تشير إلى موقعها في «تاريخي Milepost 1422». في هذه المرحلة يلتقي طريق ألاسكا السريع بطريق ريتشاردسون السريع ، والذي يمتد على مسافة 155 كم (96 ميل) إلى مدينة فيربانكس. غالبًا ما يُنظر إلى هذا ، وإن كان بشكل غير رسمي ، على أنه الجزء الشمالي الغربي من طريق ألاسكا السريع ، مع فيربانكس في هيستوريك ميلبوست 1520. [2] حيث يتم قياس علامات Milepost على امتداد هذا الطريق السريع من ميناء فالديز على Prince William Sound ، بدلاً من طريق ألاسكا السريع. يعتبر طريق ألاسكا السريع بشكل عام (ولكن بشكل غير رسمي) جزءًا من طريق عموم أمريكا السريع ، والذي يمتد جنوبًا (على الرغم من توقفه في بنما) إلى الأرجنتين.

## تاريخ

### مقترح
قد نشأت مقترحات إنشاء طريق سريع إلى ألاسكا في عشرينيات القرن الماضي. حيث كان توماس ماكدونالد ، مدير مكتب الولايات المتحدة للطرق العامة ، يحلم بإنشاء طريق سريع دولي يمتد عبر الولايات المتحدة وكندا. من أجل الترويج للطريق السريع ، فسافر سليم ويليامز في الأصل في الطريق المقترح بواسطة مزلقة الكلاب. ونظرًا لأن جزءًا كبيرًا من الطريق سيمر عبر كندا ، كان الدعم من الحكومة الكندية أمرًا بالغ الأهمية. ومع ذلك ، لم تدرك الحكومة الكندية أي قيمة في توفير الأموال المطلوبة لبناء الطريق ، لأن الجزء الوحيد من كندا الذي قد يستفيد منه لم يكن أكثر من بضعة آلاف من الأشخاص في يوكون.
في عام 1929 ، اقترحت حكومة كولومبيا البريطانية طريقًا سريعًا إلى ألاسكا لتشجيع التنمية الاقتصادية والسياحة. عين الرئيس الأمريكي هربرت هوفر مجلس إدارة من أمريكا وثلاثة أعضاء كنديين لتقييم الفكرة. أيد تقريرها لعام 1931 الفكرة لأسباب اقتصادية ، لكن الأعضاء الأمريكيين والكنديين أدركوا أن الطريق السريع سيفيد الجيش الأمريكي في ألاسكا. في عام 1933 ، اقترحت اللجنة المشتركة أن تساهم الحكومة الأمريكية بمليوني دولار من التكلفة الرأسمالية ، مع رصيد قدره 12 مليون دولار تتحمله الحكومتان الكندية وكولومبيا البريطانية. لذا تسبب الكساد الكبير وعدم دعم الحكومة الكندية في عدم استمرار المشروع.
عندما اقتربت الولايات المتحدة من كندا مرة أخرى في شباط 1936 ، رفضت الحكومة الكندية الالتزام بإنفاق الأموال على طريق يربط بين الولايات المتحدة. كان الكنديون قلقين أيضًا من التداعيات العسكرية ، خوفًا من أنه في حرب بين اليابان وأمريكا الشمالية ، ستستخدم الولايات المتحدة الطريق لمنع الحياد الكندي. خلال زيارة إلى كندا في يونيو 1936 ، أخبر الرئيس فرانكلين دي روزفلت رئيس الوزراء دبليو إل إم كينج أن الطريق السريع إلى ألاسكا عبر كندا يمكن أن يكون مهمًا في تعزيز الأراضي الأمريكية بسرعة خلال أزمة خارجية. أصبح روزفلت أول أمريكي يناقش علنًا الفوائد العسكرية للطريق السريع في خطاب ألقاه في أغسطس في تشوتوكوا ، نيويورك. ذكر الفكرة مرة أخرى أثناء زيارة كينغ لواشنطن في اذار 1937 ، مشيرًا إلى أن طريقًا سريعًا بقيمة 30 مليون دولار سيكون مفيدًا كجزء من دفاع أكبر ضد اليابان يتضمن ، كما يأمل الأمريكيون ، وجودًا عسكريًا كنديًا أكبر على ساحل المحيط الهادئ. ظل روزفلت مؤيدًا للطريق السريع ، حيث أخبر كورديل هال في آب 1937 أنه يريد إنشاء طريق في أسرع وقت ممكن. بحلول عام 1938 ، فضل داف باتولو ، رئيس الوزراء في كولومبيا البريطانية ، طريقًا عبر الأمير جورج. عرضت الولايات المتحدة إما قرضًا بدون فوائد بقيمة 15 مليون دولار ، أو لتغطية نصف تكاليف البناء. [5]
أدى الهجوم على بيرل هاربور وبداية مسرح المحيط الهادئ في الحرب العالمية الثانية ، إلى جانب التهديدات اليابانية على الساحل الغربي لأمريكا الشمالية وجزر ألوشيان ، إلى تغيير أولويات كلا البلدين. في 6 شباط 1942 ، وافق جيش الولايات المتحدة على بناء طريق ألاسكا السريع وتلقى المشروع إذنًا من الكونجرس الأمريكي وروزفلت للمضي قدمًا بعد خمسة أيام. وافقت كندا على السماح بالبناء طالما تحملت الولايات المتحدة التكلفة الكاملة ، وأن يتم تسليم الطريق والمرافق الأخرى في كندا إلى السلطة الكندية بعد انتهاء الحرب. ثبت أنها غير مهمة للجيش لأن 99 بالمائة من الإمدادات إلى ألاسكا أثناء الحرب تم إرسالها عن طريق البحر من سان فرانسيسكو وسياتل والأمير روبرت.